# ترواویرژ
ترواویرژ (به لوکزامبورگی: Ëlwen) یک شهرداری در شهر کلرووواقع در منطقه ایسلک (Éislek) در شمال کشور دوک‌نشین لوکزامبورگ است که ۳۷٫۸۶ کیلومترمربع مساحت دارد و جمعیت آن در سال ۲۰۱۱ میلادی ۲۹۷۲ نفر بوده‌است.

## بخش‌ها
این شهرداری ۸ بخش یا زیرمجموعه دارد که عبارتند از:
- باسبلن (Basbellain)
- بیویش (Biwisch)
- درینکلانژ (Drinklange)
- گودانژ (Goedange)
- اوتبلن (Hautbellain)
- اولدانژ (Huldange)
- ترواویرژ (Troisvierge)مرکز
- ویلوردانژ (Wilwerdange)

## تاریخچه جمعیت
تاریخچه رشد جمعیت این شهرداری در جدول زیر آمده‌است  :
| سال  | جمعیت |
| ---- | ----- |
| ۱۸۲۱ | ۱۳۶۲  |
| ۱۸۵۱ | ۱۴۵۴  |
| ۱۸۸۰ | ۲۰۷۶  |
| ۱۹۱۰ | ۲۷۷۹  |
| ۱۹۳۵ | ۲۷۳۲  |
| ۱۹۴۷ | ۲۵۱۸  |
| ۱۹۶۰ | ۲۰۰۶  |
| ۱۹۷۰ | ۱۸۴۸  |
| ۱۹۸۱ | ۱۸۵۸  |
| ۱۹۹۱ | ۱۹۹۳  |
| ۲۰۰۱ | ۲۵۲۳  |
| ۲۰۰۴ | ۲۵۹۴  |
| ۲۰۰۷ | ۲۷۵۳  |
| ۲۰۱۰ | ۲۹۱۸  |
| ۲۰۱۱ | ۲۹۷۲  |